# Tập đoàn Thép Bảo Vũ Trung Quốc
China Baowu Steel Group Corp., Ltd., 宝武钢铁 thường gọi là Baowu Steel, là một công ty gang thép quốc doanh có trụ sở ở Phố Đông, Thượng Hải. Công ty được thành lập sau khi Baosteel Group thâu tóm một doanh nghiệp quốc doanh khác nhỏ hơn là, Wuhan Iron and Steel Corporation vào năm 2016.
Baosteel là nhà sản xuất thép lớn thứ 2 thế giới xét theo sản lượng thép thô, đạt khoảng 35 triệu tấn trên năm (Sản lượng thép của cả Trung Quốc băm 2015 là 803 triệu tấn). Đến cuối năm 2012, hãng này có 130.401 nhân viên và doanh thi hằng năm đạt 21.5 tỉ USD.

## Lịch sử
Bắt đầu năm 1978, chính phủ Trung Quốc bắt đầu thực hiện cải cách kinh tế, có kế hoạch về một cơ sở liên hợp thép quy mô lớn nằm gần cảng Thượng Hải.  Quận Bảo Sơn ngoại thành Thượng Hải được chọn là địa điểm, cùng với sựu giúp đỡ của Nhật Bản, xây dựng một trong những xưởng sản xuất thép hiện đại nhất thời điểm ấy. Ban đầu có tên là hãng gang thép Bảo Sơn Baoshan Iron and steel. Đến 17 tháng 11 năm 1998, hãng này thâu tóm hãng  Shanghai Metallurgical Holding Group Corporation (上海冶金控股集团公司) và "Shanghai Meishan Group" (上海梅山集团公司) để lập nên tập đoàn Shanghai Baosteel Group Corporation. Sau đó, hãng này tiếp tục thâu tóm nhiều hãng khác như  Xinjiang Ba Yi Iron and Steel Group, Zhanjiang Iron and Steel, Guangdong Shaoguan Iron and Steel Group. Thương vụ đáng kể là tháng 9 năm 2016, thâu tóm hãng  Wuhan Iron and Steel Corporation để trở thành tập đoàn  China Baowu Steel Group Corporation. Đây hiện là nhà sản xuất thép lớn thứ 2 trên thế giới, được đinh giá khoảng 730 tỉ NDT, với 228.000 nhân viên và doanh thi hàng năm đạt 330 tỉ NDT, tương đương 47.9 tỉ USD.

## Các công ty con
Nhà máy thép
Baoshan Iron and Steel (SSE: 600019)
- Shanghai Meishan Iron and Steel (77.04%)
- Wuhan Iron and Steel Company (100%)
- Zhanjiang Iron and Steel

Shanghai First Iron and Steel Co., Ltd.
Shanghai Second Iron and Steel Co., Ltd.
Shanghai Pudong Iron and Steel Co., Ltd.
Shanghai Fifth Iron and Steel Co., Ltd.
Guangdong Shaoguan Iron and Steel (51%)
- SGIS Songshan Co., Ltd. (53.37%, SZSE: 000717)

Wuhan Iron and Steel Corporation (100%)
- Guangxi Iron and Steel Group (100%)

Xinjiang Ba Yi Iron and Steel Group (76.93%)
- Xinjiang Ba Yi Iron and Steel (50.02%, SSE: 600581)

Khai khoáng
Shanghai Meishan Co., Ltd. (100%)
Công ty tài chính
Hwabao Investment (100%)
Fortune Investment (100%)
Công ty khác
Guangdong Iron and Steel Group (100%)